# Atha trimacula
Atha trimacula är en fjärilsart som beskrevs av Clarke 1978. Atha trimacula ingår i släktet Atha och familjen praktmalar, Oecophoridae. Inga underarter finns listade i Catalogue of Life.